# Holger Vistisen
Holger Vistisen, född 13 juni 1932, död 13 februari 2007, var en dansk skådespelare.

## Roller i urval
- 1957 – Ängel i svart
- 1959 – Poeten og Lillemor
- 1963 – Dammsugarligan
- 1964 – Bocken oroar stan
- 1966 – En så'n härlig natt
- 1966 – Huka dej, Fred – dom laddar om!
- 1967 – Onkel Joakims hemmelighed
- 1967 – SS Martha
- 1969 – Midt i en jazztid
- 1969 – Olsen-banden på spanden
- 1972 – Olsenbandets stora kupp
- 1974 – Olsen-bandens sidste bedrifter
- 1977 – Olsen-banden deruda'
- 1978 – Olsen-banden går i krig
- 1979 – Johnny Larsen
- 1979–1981 – Matador (TV-serie)
- 1981 – Olsen-bandens flugt over plankeværket
- 1984 – Midt om natten
- 1985 – Orions bälte
- 1990 – Mellan två världar
- 1994 – Frihetens skugga (TV-serie)
- 2003 – Nikolaj och Julie (TV-serie)
- 2006 – Krönikan (TV-serie)